# Narathura cupido
Narathura cupido är en fjärilsart som beskrevs av George Thomas Bethune-Baker 1903. Narathura cupido ingår i släktet Narathura och familjen juvelvingar. Inga underarter finns listade i Catalogue of Life.